# Football Club Köniz
Le Fussballclub Köniz est un club de football suisse, basé à Köniz fondé en 1933 évoluant en 1re Ligue après leur relégation lors de la saison 2020-2021 de Promotion League.